# بازیل رادفورد
بازیل رادفورد (انگلیسی: Basil Radford; ۲۵ ژوئن ۱۸۹۷ – ۲۰ اکتبر ۱۹۵۲) هنرپیشه اهل انگلستان بود. وی بین سال‌های ۱۹۲۹ تا ۱۹۵۲ میلادی فعالیت می‌کرد.
از فیلم‌ها یا برنامه‌های تلویزیونی که وی در آن نقش داشته‌است می‌توان به مسافرخانه جامائیکا، جوان و بی‌گناه، خانم ناپدید می‌شود، گذرنامه ورود به پیملیکو، ویسکی به وفور!، قلب گرفتار، و کوارتت اشاره کرد.